# Sobral
Sobral är en stad och kommun i nordöstra Brasilien och ligger längs Acaraúfloden, i delstaten Ceará. Folkmängden i kommunen uppgår till cirka 200 000 invånare.

## Administrativ indelning
Kommunen var år 2010 indelad i tretton distrikt:
- Aprazível
- Aracatiaçu
- Bonfim
- Caioca
- Caracará
- Jaibaras
- Jordão
- Patos
- Patriarca
- Rafael Arruda
- São José do Torto
- Sobral
- Taperuaba

## Befolkningsutveckling
| Område              | Areal (km²)   | Invånarantal 1 augusti 2000 | Invånarantal 1 augusti 2010 | Invånarantal 1 juli 2014 |
| ------------------- | ------------- | --------------------------- | --------------------------- | ------------------------ |
| Kommun              | 2 122,99      | 155 276                     | 188 233                     | 199 750                  |
| Urban befolkning    | Ingen uppgift | 134 508                     | 166 310                     | Ingen uppgift            |
| ...varav centralort | Ingen uppgift | 119 433                     | 147 359                     | Ingen uppgift            |